# Klaus Effing
Klaus Effing (* August 1968 in Emsdetten) ist ein deutscher Kommunalpolitiker (CDU). Von 2015 bis April 2020 war er Landrat des Kreises Steinfurt im nördlichen Münsterland. Seit dem 1. Mai 2020 ist er Vorstand der  Kommunalen Gemeinschaftsstelle für Verwaltungsmanagement (KGSt) in Köln.

## Ausbildung und beruflicher Werdegang
Klaus Effing wuchs in seiner Geburtsstadt Emsdetten im Norden des Münsterlandes im westfälischen Landesteil Nordrhein-Westfalens auf. Nach der Schule absolvierte er eine Ausbildung zum Verwaltungsfachangestellten beim Kreis Steinfurt. Später studierte er nach eigenen Angaben Verwaltungswirtschaft, Betriebswirtschaftslehre
sowie Öffentliches Management und promovierte zu diesem Themenbereich. Beruflich stieg er bis zu seiner Wahl zum Landrat innerhalb der Kreisverwaltung zum Leiter des Haupt- und Personalamtes auf.

## Politik

### Europa-Union
Erste politische Erfahrung sammelte Effing im überparteilichen Kreisverband der Europa-Union, dessen stellvertretender Vorsitzender er bis 2015 war.

### CDU-Politiker und Landrat
Seit 2008 gehört Effing der CDU an.
Nachdem der bisherige Landrat des Kreises Steinfurt Thomas Kubendorff nach 16-jähriger Amtszeit auf eine erneute Kandidatur bei der Landratswahl im September 2015 verzichtet hatte, nominierte der CDU-Kreisverband Effing als Landratskandidaten. Als solcher wurde Effing am 15. September 2015 mit 57,7 % der Stimmen im ersten Wahlgang zum neuen Landrat des Kreises Steinfurt gewählt.
Er ist zum 30. April 2020 aus dem Amt geschieden. Am 1. Mai 2020 übernahm Martin Sommer seine Funktionen als kommissarischer Behördenleiter der Kreisverwaltung Steinfurt und der Kreispolizeibehörde Steinfurt.

### KGSt-Vorstand
Zum 1. Mai 2020 wurde Effing Vorstand der Kommunalen Gemeinschaftsstelle für Verwaltungsmanagement (KGSt) in Köln.

## Privates
Effing ist verheiratet, Vater einer Tochter und eines Sohnes und lebt mit seiner Familie in Köln.